# Дєтчино
Дєтчино (рос. Детчино) — село в Малоярославецькому районі Калузької області Російської Федерації.
Населення становить 4881 особу. Входить до складу муніципального утворення Селище Дєтчино.

## Історія
Від 2004 року входить до складу муніципального утворення Селище Дєтчино.

## Населення
| 1913 | 1926 | 1939  | 1979  | 2002  | 2010  |
| ---- | ---- | ----- | ----- | ----- | ----- |
| 134  | ↗405 | ↗1936 | ↗4020 | ↗4892 | ↗5010 |